# 南洋商業銀行（中國）
31°13′59″N 121°30′53″E / 31.2329749°N 121.5147861°E
南洋商業銀行（中國）有限公司，簡稱南商（中國），是中國信達通過其全資附屬機構南洋商業銀行全資擁有的外商獨資商業銀行，總部設在上海，截至2016年末，南商（中国）总资产1216亿人民币，存、贷款余额分别为773亿元、546亿元。

## 历史
1982年，南洋商業銀行在深圳设立第一家内地分行。
2007年，南洋商业银行将内地分支行改制为外商独资商业银行，成立南洋商业银行（中国）有限公司，总部位于上海。
2009年8月1日，接收原中銀香港於中國內地業務（原先为香港中银集团属下银行的内地分行）后，使分行达到14家和24家支行。
2016年5月30日，南商連同子公司南商（中国）售予中國信達，脫離中銀體系，但仍為國有企業。

## 业务概况
目前在北京、上海、廣州、深圳、海口、大連、杭州、南寧、成都、青島、汕頭、无锡、武汉、合肥、苏州以及重慶設有分行，在北京东直门、北京中關村、上海徐匯、上海黄浦、深圳蛇口、深圳羅湖、深圳福田、佛山、东莞設有支行。

目前有发行借记卡和信用卡。其中，由于南商行母公司中国信达与建行的密切关系，南商中国的借记卡可以在内地的建行ATM，进行存取款业务。

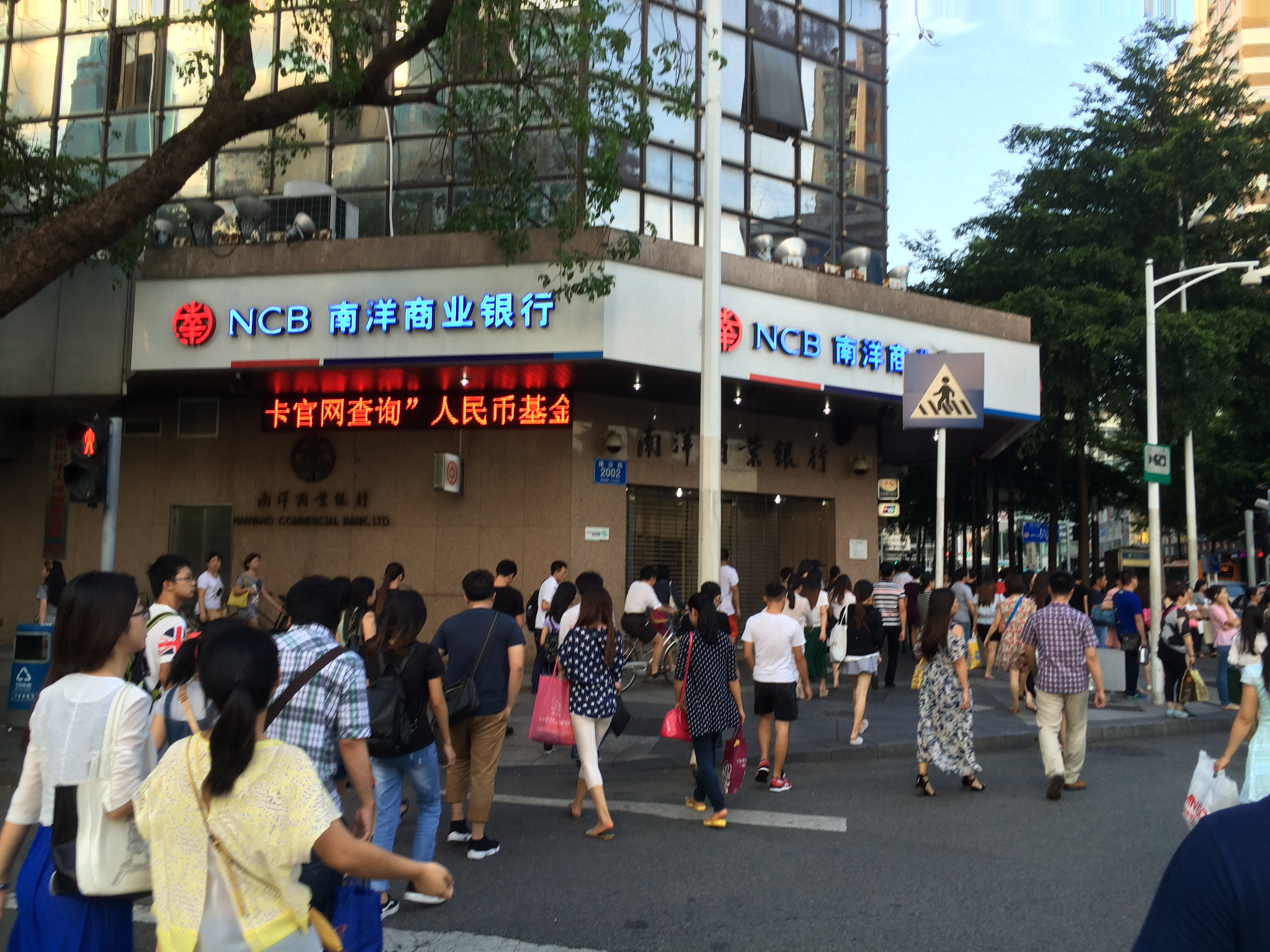
南商嘉宾支行，位于深圳市南洋大厦，原为南商深圳分行
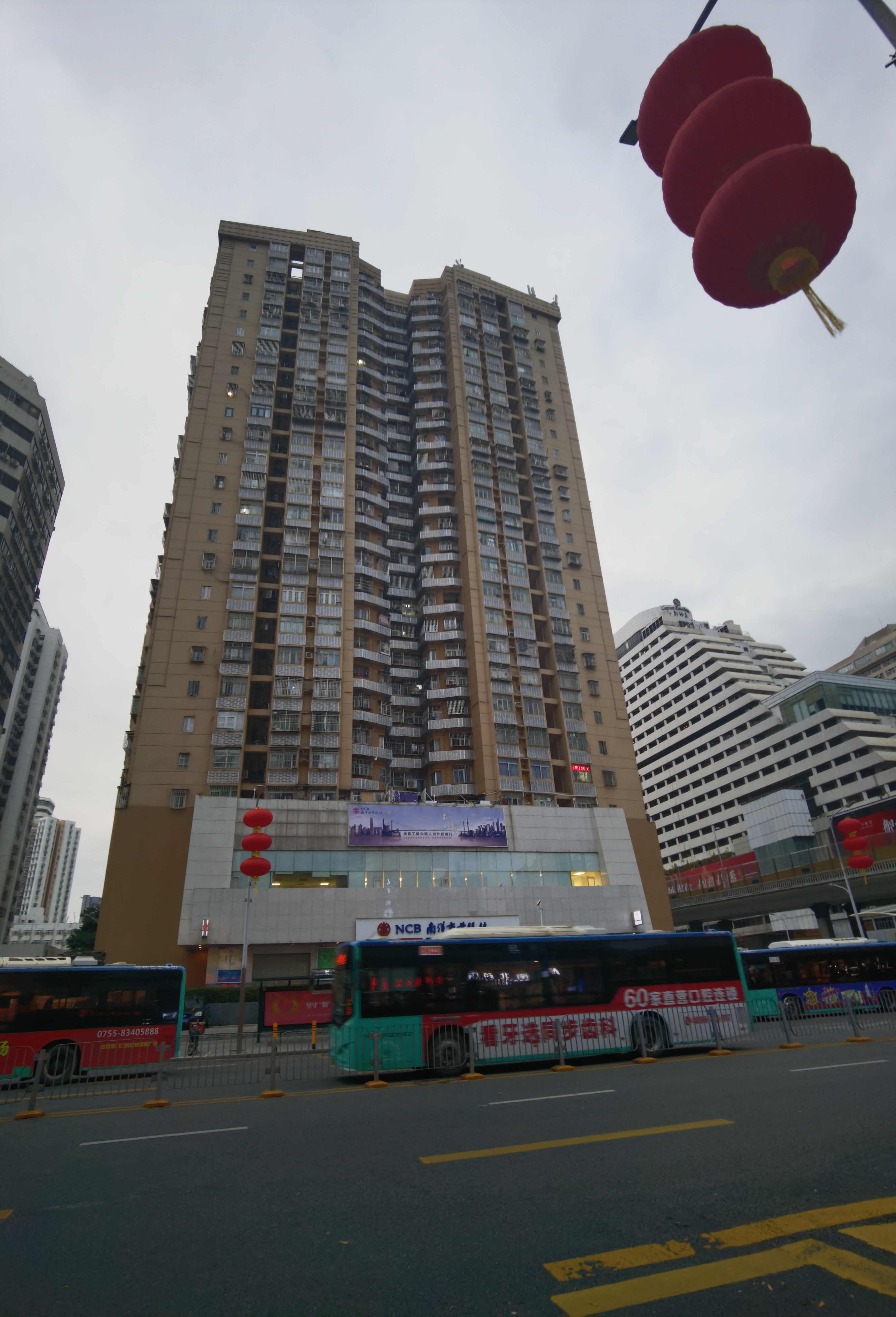
南商深圳罗湖支行，原为广东省银行深圳分行，中银香港深圳办事处，后移交给南商行
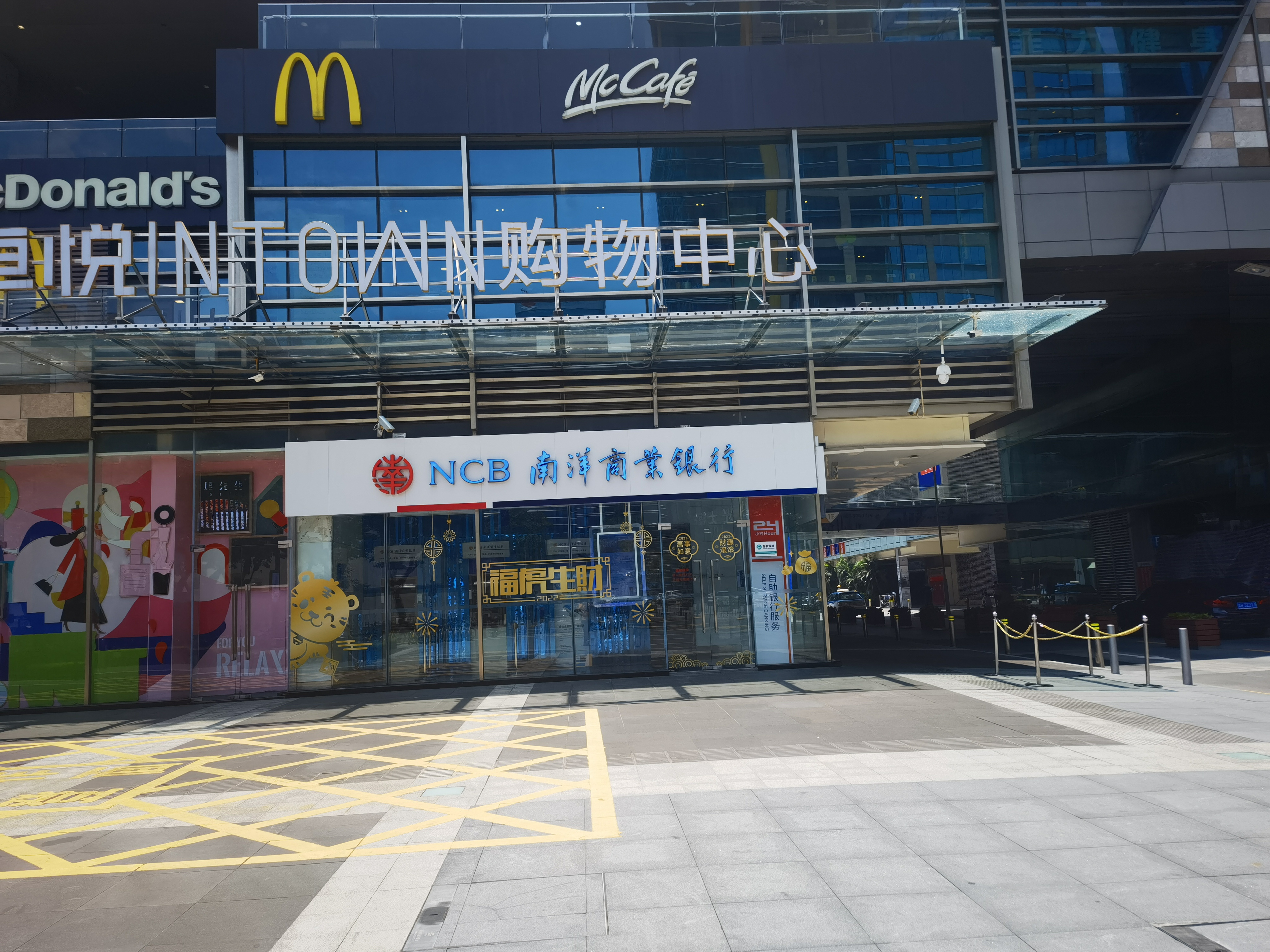
深圳分行
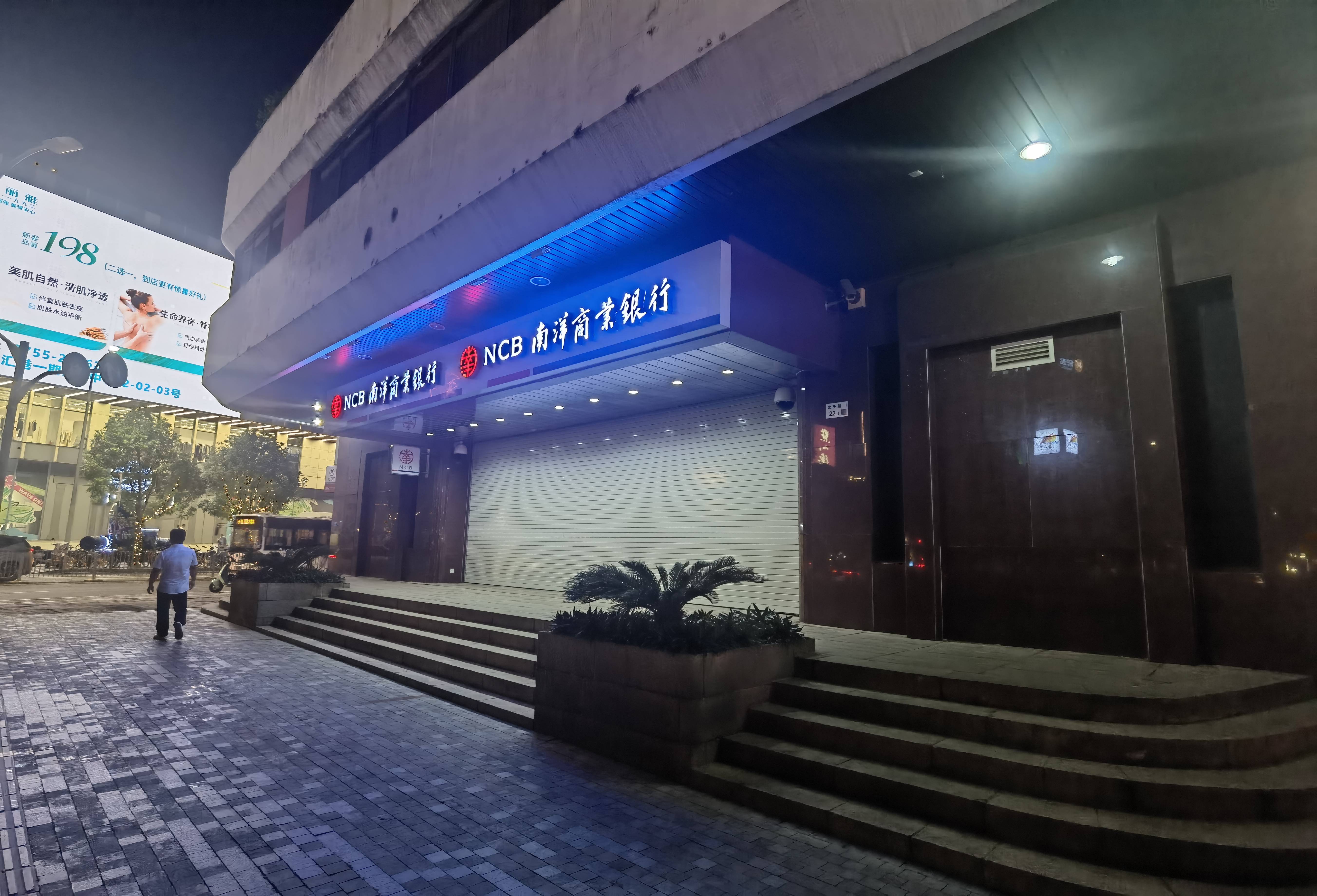
蛇口支行，是原蛇口工业区第一批设立的金融机构
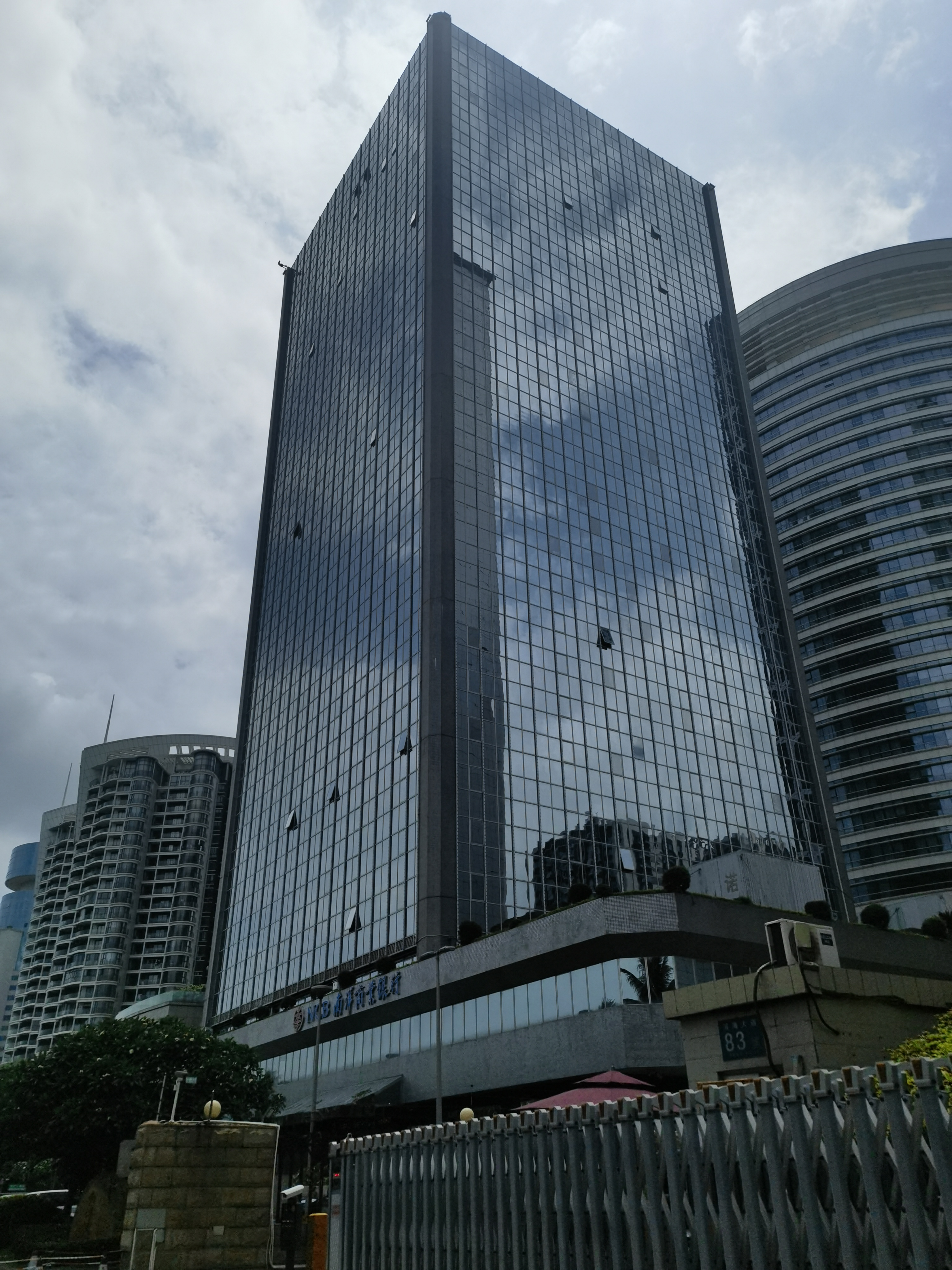
海口南洋大厦，是南商行海口分行所在地，曾为海南省第一高楼
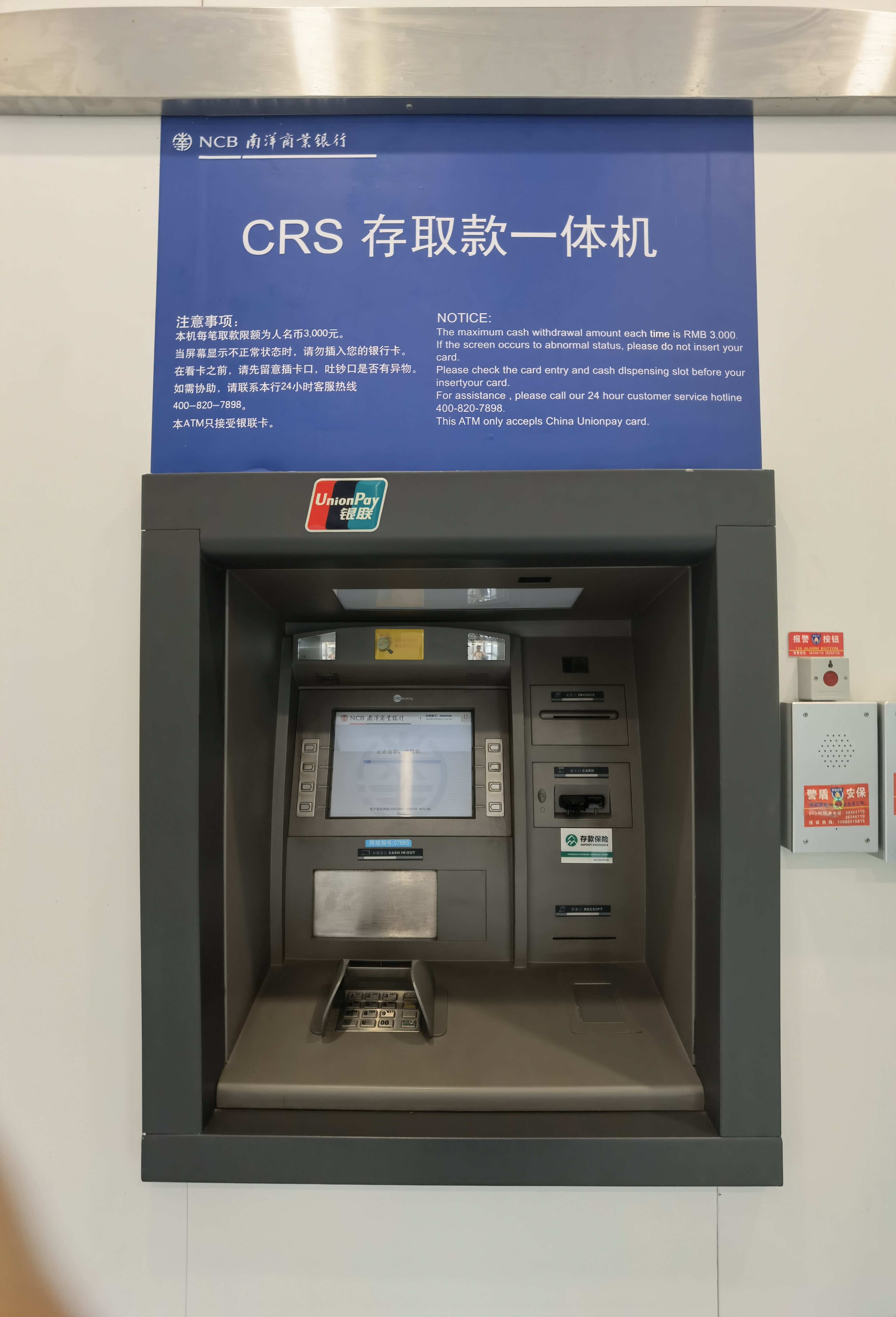
南商中国的CRS

## 参看
- 南洋商業銀行

## 外部参考
- 南洋商業銀行（中國） 官方網址 （页面存档备份，存于）